# Сельское поселение Волчёнковское
Се́льское поселе́ние Волчёнковское — упразднённое муниципальное образование (сельское поселение), существовавшее в Наро-Фоминском муниципальном районе Московской области с 2005 по 2017 год.
Образовано в 2005 году, включило 47 населённых пунктов позже упразднённых Афанасьевского и Назарьевского сельских округов.
Административный центр — деревня Волчёнки.
Глава сельского поселения — Слепцов Николай Анатольевич.

## Географические данные
Общая площадь — 296,45 км².
Сельское поселение Волчёнковское расположено на западе Наро-Фоминского района. Сельское поселение граничит с:
- сельским поселением Веселёвское (на западе),
- городским поселением Верея (на северо-западе и севере),
- сельским поселением Ташировское (на северо-востоке),
- Боровским районом Калужской области (на юго-востоке и юге).

## Население
| 2006  | 2007  | 2008  | 2009  | 2010  | 2011  |
| ----- | ----- | ----- | ----- | ----- | ----- |
| 3289  | ↘2031 | ↗3185 | ↗3234 | ↗3750 | ↗3773 |
| 2012  | 2013  | 2014  | 2015  | 2016  | 2017  |
| →3773 | ↗3817 | ↗3862 | ↘3850 | →3850 | ↗3857 |

## Населённые пункты
В состав поселения входят 47 населённых пунктов:
| Вид     | Наименование            | Население, чел. | ОКАТО          | Бывшая административная единица до 2006 года |
| ------- | ----------------------- | --------------- | -------------- | -------------------------------------------- |
| деревня | Акишево                 | 29              | 46 238 825 011 | Назарьевский сельский округ                  |
| деревня | Алферьево               | 6               | 46 238 807 014 | Афанасьевский сельский округ                 |
| деревня | Афанасьево              | 12              | 46 238 807 012 | Афанасьевский сельский округ                 |
| деревня | Ахматово                | 10              | 46 238 807 029 | Афанасьевский сельский округ                 |
| деревня | Блознево                | 6               | 46 238 825 008 | Назарьевский сельский округ                  |
| деревня | Варварино               | 4               | 46 238 825 012 | Назарьевский сельский округ                  |
| деревня | Василисино              | 11              | 46 238 825 010 | Назарьевский сельский округ                  |
| деревня | Васильево               | 9               | 46 238 807 005 | Афанасьевский сельский округ                 |
| деревня | Верховье                | 1               | 46 238 807 022 | Афанасьевский сельский округ                 |
| деревня | Волчёнки                | 889             | 46 238 807 001 | Афанасьевский сельский округ                 |
| деревня | Воскресенки             | 3               | 46 238 807 028 | Афанасьевский сельский округ                 |
| деревня | Глинки                  | 7               | 46 238 807 020 | Афанасьевский сельский округ                 |
| деревня | Гуляй-Гора              | 0               | 46 238 825 015 | Назарьевский сельский округ                  |
| деревня | Ефаново                 | 5               | 46 238 807 026 | Афанасьевский сельский округ                 |
| деревня | Женаткино               | 2               | 46 238 825 013 | Назарьевский сельский округ                  |
| деревня | Ивково                  | 13              | 46 238 807 006 | Афанасьевский сельский округ                 |
| деревня | Клин                    | 3               | 46 238 825 014 | Назарьевский сельский округ                  |
| деревня | Князевое                | 2               | 46 238 807 030 | Афанасьевский сельский округ                 |
| деревня | Ковригино               | 26              | 46 238 807 010 | Афанасьевский сельский округ                 |
| деревня | Колодези                | 5               | 46 238 807 008 | Афанасьевский сельский округ                 |
| деревня | Коровино                | 16              | 46 238 807 016 | Афанасьевский сельский округ                 |
| деревня | Крестьянка              | 4               | 46 238 807 018 | Афанасьевский сельский округ                 |
| деревня | Кузьминское             | 13              | 46 238 807 002 | Афанасьевский сельский округ                 |
| деревня | Купелицы                | 2               | 46 238 807 015 | Афанасьевский сельский округ                 |
| деревня | Лапино                  | 1               | 46 238 807 027 | Афанасьевский сельский округ                 |
| деревня | Митенино                | 17              | 46 238 825 005 | Назарьевский сельский округ                  |
| деревня | Назарьево               | 78              | 46 238 825 019 | Назарьевский сельский округ                  |
| деревня | Орешково                | 3               | 46 238 825 004 | Назарьевский сельский округ                  |
| деревня | Пафнутовка              | 1               | 46 238 807 003 | Афанасьевский сельский округ                 |
| деревня | Порядино                | 1               | 46 238 825 007 | Назарьевский сельский округ                  |
| деревня | Ревякино                | 23              | 46 238 807 024 | Афанасьевский сельский округ                 |
| деревня | Роща                    | 24              | 46 238 825 002 | Назарьевский сельский округ                  |
| деревня | Самород                 | 8               | 46 238 807 013 | Афанасьевский сельский округ                 |
| деревня | Секирино                | 4               | 46 238 807 021 | Афанасьевский сельский округ                 |
| деревня | Семидворье              | 1               | 46 238 825 016 | Назарьевский сельский округ                  |
| деревня | Серенское               | 2               | 46 238 807 007 | Афанасьевский сельский округ                 |
| деревня | Смолино                 | 19              | 46 238 825 017 | Назарьевский сельский округ                  |
| посёлок | совхоза «Архангельский» | 1198            | 46 238 825 001 | Назарьевский сельский округ                  |
| деревня | Сотниково               | 1               | 46 238 807 009 | Афанасьевский сельский округ                 |
| деревня | Спасс-Косицы            | 7               | 46 238 807 017 | Афанасьевский сельский округ                 |
| деревня | Ступино                 | 1               | 46 238 825 009 | Назарьевский сельский округ                  |
| деревня | Татищево                | 6               | 46 238 807 019 | Афанасьевский сельский округ                 |
| деревня | Телешово                | 2               | 46 238 807 025 | Афанасьевский сельский округ                 |
| деревня | Тимофеево               | 18              | 46 238 807 004 | Афанасьевский сельский округ                 |
| деревня | Тишинка                 | 32              | 46 238 825 006 | Назарьевский сельский округ                  |
| деревня | Устье                   | 755             | 46 238 807 023 | Афанасьевский сельский округ                 |
| деревня | Чеблоково               | 9               | 46 238 825 003 | Назарьевский сельский округ                  |